# Gautier III d'Enghien
Pour les articles homonymes, voir Gauthier III.
 (janvier 2014).
Si vous disposez d'ouvrages ou d'articles de référence ou si vous connaissez des sites web de qualité traitant du thème abordé ici, merci de compléter l'article en donnant les références utiles à sa vérifiabilité et en les liant à la section « Notes et références ».
Gautier III d'Enghien, né le 5 juin 1302 et mort le 16 octobre 1345, est un chevalier brabançon, seigneur d'Enghien.

## Biographie
Il était le fils de Gautier II d'Enghien et de Yolande de Flandre, il épousa Isabelle de Brienne (fille de Gautier V de Brienne, duc d'Athènes) en janvier 1321. Isabeau, dite la belle Hélène, succéda à son frère, en 1356, comme comtesse de Lecce et de Conversano et comte de Brienne, elle était dame de Ramerupt.
Il était l'allié d'Édouard III d'Angleterre, de Guillaume Ier de Hainaut contre Robert Bruce en Écosse; en Angleterre il assista à la création et aux fêtes de la création de l'Ordre de la Jarretière en 1343.
De l'union de Gautier III et Isabeau naquirent :
- Gautier d'Enghien, né le 5 juin 1322, mort le 18 novembre 1340 ;
- Isabeau d'Enghien, morte le 28 décembre 1357, abbesse de Flines en 1356 ;
- Siger II d'Enghien ;
- Jean d'Enghien, mort en 1380 ;
- Margueritte d'Enghien, épousa Pierre Préaux ;
- Louis d'Enghien, ? mort à Conversano le 17 mars 1394, comte de Brienne, duc titulaire d'Athènes et succéda à son neveu ;
- Jacques d'Enghien, chanoine à Liège et Prince-Évêque (1355);
- Guy d'Enghien, mort en 1377, seigneur d'Argos ;
- Engelbert d'Enghien, 1330 - 20 février 1403, seigneur de Ramerupt, de la Folie, de Seneffe, de Tubize Brages, Facuwez, Petit-Roman-Brabant, Bogarden et Lembeek, époux de Marguerite de Longueval, dame de Nevele (veuve de Jean de Gavre-Herimes, de Jan van Ghistelles seigneur de Woestine) ;
- Françoise d'Enghien, épousa Pierre, comte de Montebello ;
- ?, épouse de Eustache de Rœulx di de Lens ;
- Jeanne d'Enghien religieuse à Flines (1356-57);
- ?, nonne à Noncel.